# Bristol Boxkite
O Boxkite (oficialmente o Bristol Biplane) foi a primeira aeronave produzida pela British and Colonial Airplane Company (mais tarde conhecida como Bristol Airplane Company). Um biplano de impulsão baseado no bem-sucedido Farman III, foi um dos primeiros tipos de aeronaves a ser fabricado em massa. 
Como a aeronave era usada pela Bristol para fins de instrução nas suas escolas de aviação em Larkhill e Brooklands, muitos dos primeiros aviadores britânicos aprenderam a voar num Boxkite. Quatro foram comprados em 1911 pelo Departamento da Guerra e exemplares foram vendidos para a Rússia e a Austrália. O Boxkite continuou a ser usado para fins de treino fase inicial da Primeira Guerra Mundial.

## Antecedentes

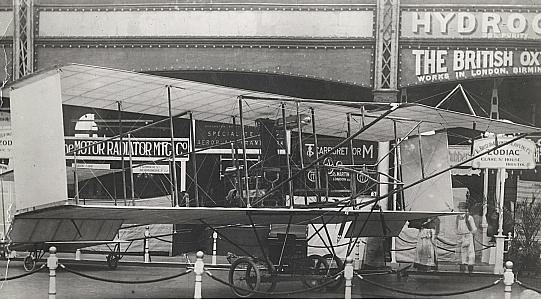
O biplano Zodiac no Aero Show de 1910. A seção de asa quase sem curvatura é claramente visível.

A intenção original de Sir George White, fundador e presidente da Bristol Aircraft, era construir cópias licenciadas do biplano Zodiac, projetado por Gabriel Voisin. Um exemplar deste projeto foi importado da França e exibido pela Bristol no Aero show de 1910 em Londres em março de 1910, e depois levado para Brooklands para testes de voo. As tentativas iniciais de fazê-lo voar foram totalmente infrutíferas. Isso se deveu em grande parte à sua seção de asa insatisfatória (a curvatura rasa das asas do Zodiac havia sido comentada pelo jornal de aviação Flight), mas a aeronave também estava com pouca potência para seu peso, e um novo conjunto de asas contribuiu pouco para melhorar o desempenho. Um único voo breve em 28 de maio foi realizado por Maurice Edmond, mas após um acidente que danificou seu trem de pouso em 10 de junho, foi abandonado, assim como o trabalho em mais cinco exemplares sendo construídos em Filton.
Sir George foi aconselhado a adquirir direitos para construir cópias do bem-sucedido biplano Farman. Isso se mostrou impossível, pois George Holt Thomas estava negociando direitos com a empresa Farman, mas George Challenger, engenheiro-chefe da fábrica da Bristol em Filton, acreditava que poderia produzir uma cópia satisfatória, já que todos os detalhes da máquina Farman haviam sido publicados na Flight. Isso foi autorizado por Sir George, e Challenger começou a trabalhar nos desenhos de uma nova aeronave. O primeiro exemplar foi construído em questão de semanas, usando alguns componentes dos Zodiacs cuja produção foi abandonada, e foi entregue na escola de aviação da empresa em Larkhill, Salisbury Plain, onde voou pela primeira vez em 30 de julho de 1910, pilotado por Maurice Edmond. Farman processou a Bristol por violação de patente, mas os advogados da empresa alegaram melhorias substanciais no projeto em questões de detalhes construtivos, e o processo foi arquivado.

## Projeto e desenvolvimento

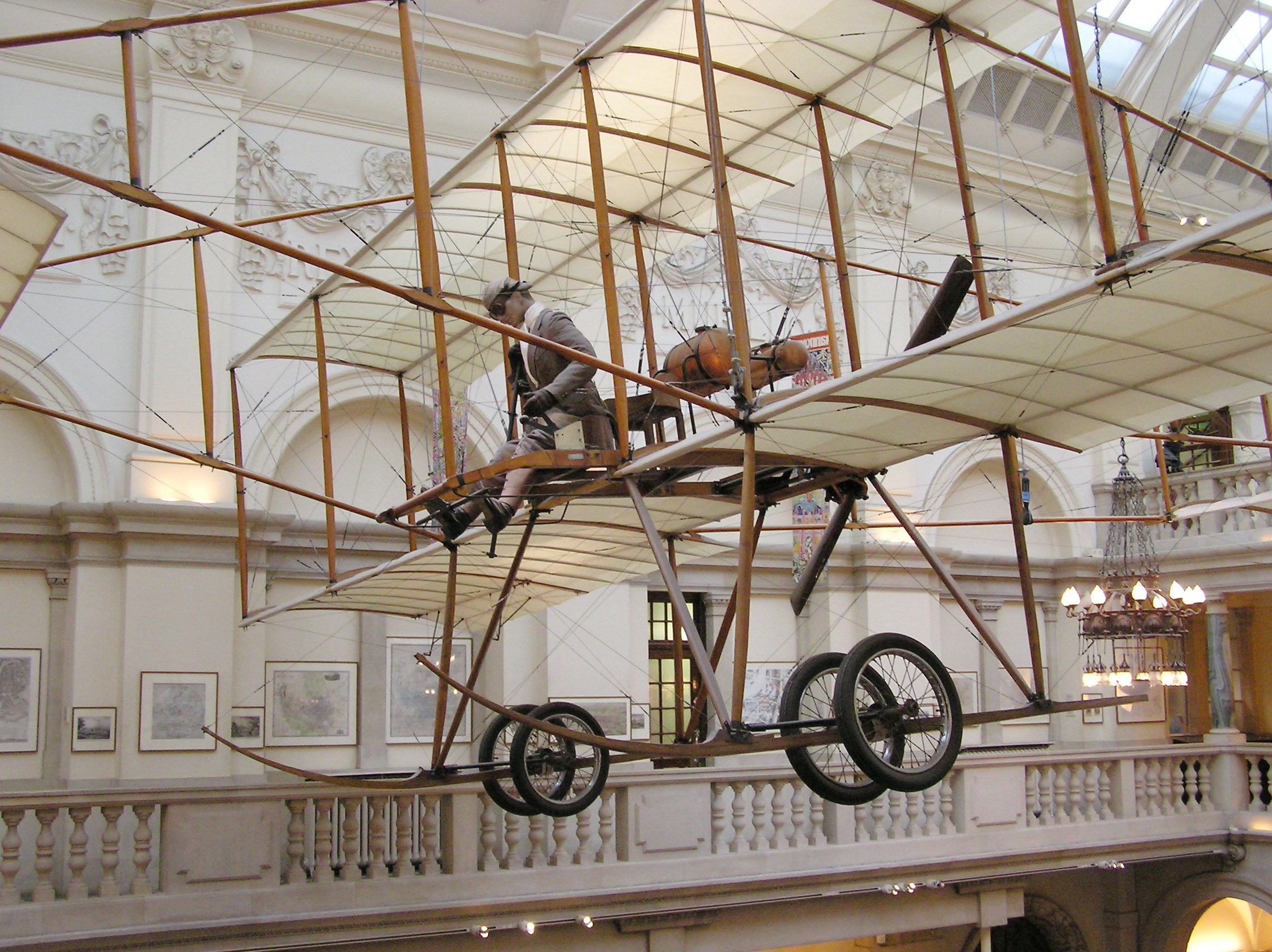
Réplica do Bristol Boxkite (feita em 1964) no Bristol Museum.

O Boxkite era um biplano de duas baias com um profundor fixado em lanças na frente das asas e uma empenagem consistindo de um par de estabilizadores horizontais fixos, a parte superior com um profundor e um par de lemes transportados em lanças atrás da asa. Não havia superfícies verticais fixas. O controle lateral era efetuado por ailerons nas asas superiores e inferiores. Estes eram de ação simples, os cabos de controle dispostos apenas para puxá-los para baixo, contando com o fluxo de ar para devolvê-los à posição neutra. As asas e as superfícies horizontais traseiras fixas foram cobertas por uma única camada de tecido: as outras superfícies foram cobertas em ambos os lados. A potência era geralmente fornecida por um motor giratório Gnome de 50 hp (37 kW), embora outros motores também fossem usados. Este era montado em um par de vigas grossas de madeira montadas acima da asa inferior: estas continuavam adiante para carregar os assentos, que foram dispostos em tandem, com o piloto sentado sobre a borda de ataque da asa. O trem de pouso consistia em um par de "patins" longos, cada um com um par de rodas suspensas por cordas elásticas, e um único "tailskid" suspenso montado abaixo da borda de ataque do tailplane inferior.
Os dois primeiros Boxkites, atribuídos aos números 7 e 8, diferiam em detalhes da aeronave de produção posterior; as lanças dos estabilizadores dianteiros eram sustentadas por um par de escoras verticais e presas às extremidades das escoras interplanares. Esse arranjo foi herdado do Zodiac, sendo necessário naquela aeronave porque a longarina frontal da asa também não formava o bordo de ataque. Além disso, o profundor traseiro tinha uma borda de fuga reta. O No. 8 também tinha asas de superfície dupla; as asas do No. 7 eram de superfície única com as "costelas" fechadas em bolsos, como as aeronaves de produção. O No. 7 foi inicialmente equipado com um motor Grégoire de 50 hp (37 kW), mas para seu primeiro voo foi substituído por um Gnome, embora o Grégoire tenha sido posteriormente reequipado para fins de teste: o No. 8 tinha um ENV de 50 hp (37 kW).
Os primeiros exemplares construídos tinham asas superior e inferior de igual envergadura, embora a maioria das aeronaves eventualmente produzidas tivesse uma asa superior estendida e fosse conhecida como "Versão Militar". Os exemplares deste tipo vendidos para o governo russo e a primeira aeronave vendida para o exército britânico foram equipados com um terceiro leme articulado ao suporte interplano central do tailplane, mas isso não foi padronizado. Dois Boxkites modificados foram produzidos para fins de competição. O primeiro, No. 44, era um monolugar construído para competir na corrida aérea Circuit of Europe de 1911 e tinha envergadura reduzida e uma nacele para o piloto, semelhante ao Bristol Type T. O segundo, No.69, era um redesenho por Gabriel Voisin, que foi contratado como consultor pela Bristol. Este não tinha profundor dianteiro, cauda monoplano com um único leme e um espaço reduzido entre as asas. Foi testado em Larkhill em fevereiro de 1912, mas evidentemente não teve sucesso, pois logo foi reconstruído como um Boxkite padrão e caiu em novembro de 1912.
A produção continuou até 1914 com um total de 78 sendo construídos, 60 dos quais eram a versão militar estendida, um racer (nº 44) e a variante voisin (nº 69); todas, exceto as últimas seis aeronaves, foram construídas em Filton. Os seis restantes foram construídos em Brislington pela Tramway Company.

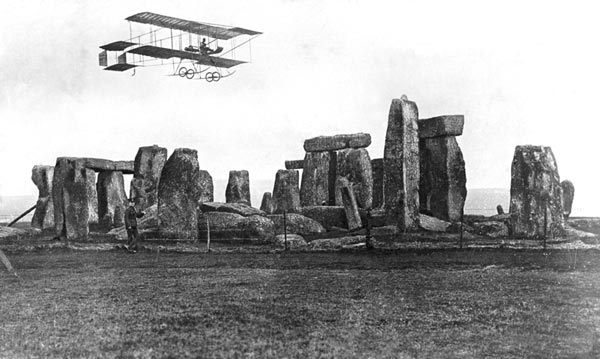
Cartão postal mostrando um Bristol Boxkite voando sobre Stonehenge em Salisbury Plain.

## Histórico operacional
Após o voo bem sucedido em Salisbury Plain, o No. 7 e uma segunda aeronave, o No. 8, foram enviadas para Lanark para participar do "encontro de aviação" realizado em agosto. Essas aeronaves foram então designadas para as escolas de voo de Bristol, a nº 7 em Brooklands e a nº 8 em Larkhill. Em setembro, uma terceira aeronave foi concluída e entregue em Larkhill, e ambas as máquinas em Larkill participaram das manobras do Exército realizadas em Salisbury Plain naquele mês. O No. 8 foi pilotado por Bertram Dickson, e foi capturado pela cavalaria da equipe Azul quando desembarcou para fazer um relato por telefone, e o No. 9 por Robert Loraine. Esta aeronave foi equipada com um transmissor de rádio para testes e foi o primeiro avião no Reino Unido a enviar uma mensagem por rádio.
Entre 11 e 16 de novembro uma série de voos de demonstração foram feitos em Bristol. Hangares temporários foram construídos em Durdham Down e, embora o voo fosse limitado pelas condições climáticas, uma multidão de quase 10.000 pessoas viu Maurice Tetard fazer um voo de quinze minutos no sábado. Os voos mais espetaculares foram feitos na terça-feira seguinte, quando cerca de dez voos foram feitos entre 7 e 9 horas, incluindo um voo de quinze minutos de Tetard durante o qual ele sobrevoou a Ponte Pênsil de Clifton e fez um circuito sobre os subúrbios de Redland e Westbury. As condições meteorológicas então se deterioraram e apenas um único voo foi feito à tarde, quando Tetard fez um único circuito, interrompendo seu voo devido aos ventos turbulentos causados pela proximidade do "Avon Gorge" (cânion). No último dia, as multidões se reuniram cedo, mas as condições do vento impediram qualquer voo. Por volta das três e meia, foi anunciado que não haveria mais voos, apesar do que Tetard fez um voo curto em linha reta, atingindo não mais de 20 pés de altitude, ganhando uma "efusiva ovação" da multidão de cerca de 12.000 pessoas.

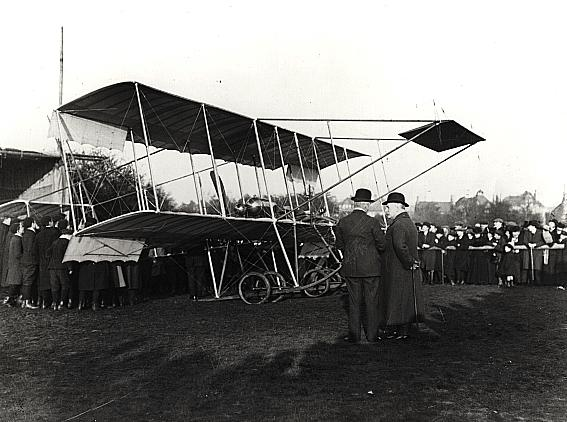
Um Boxkite em Durdham Down. Sir George White está parado na frente da aeronave.

Em 14 de março de 1911, o "British War Office" encomendou quatro Boxkites para os planejados "Air Battalion Royal Engineers", o primeiro contrato de produção de aeronaves militares para as forças armadas britânicas. 
O primeiro Boxkite, movido por um motor Gnome de 50 hp, foi entregue em Larkhill em 18 de maio daquele ano. Um pedido para mais quatro Boxkites foi feito no final daquele ano, com o tipo sendo usado principalmente como treinador. Eles continuaram em uso com o "Air Battalion" e com o "Royal Flying Corps" (RFC) até dezembro de 1912.
Mais quatro Boxkites foram comprados pelo RFC da "Bristol flying school" em Brooklands após a eclosão da Primeira Guerra Mundial, com o último desses quatro Boxkites sendo incorporado em fevereiro de 1915. O "Royal Naval Air Service" (RNAS) também fez uso do Boxkite como treinador, sendo usado em suas escolas de treinamento em Eastbourne, Eastchurch e no Hendon Aerodrome até pelo menos 1915.
A maioria das aeronaves produzidas foi empregada nas "Bristol flying schools" em Brooklands e Larkhill. Essas escolas foram responsáveis por treinar quase metade dos pilotos que obtiveram licenças na Grã-Bretanha antes da Primeira Guerra Mundial, e muitos pilotos ilustres obtiveram sua licença em um Boxkite, incluindo o Brigadeiro-General Henderson, o primeiro comandante do "Royal Flying Corps", que obteve sua licença após menos de uma semana de instrução.

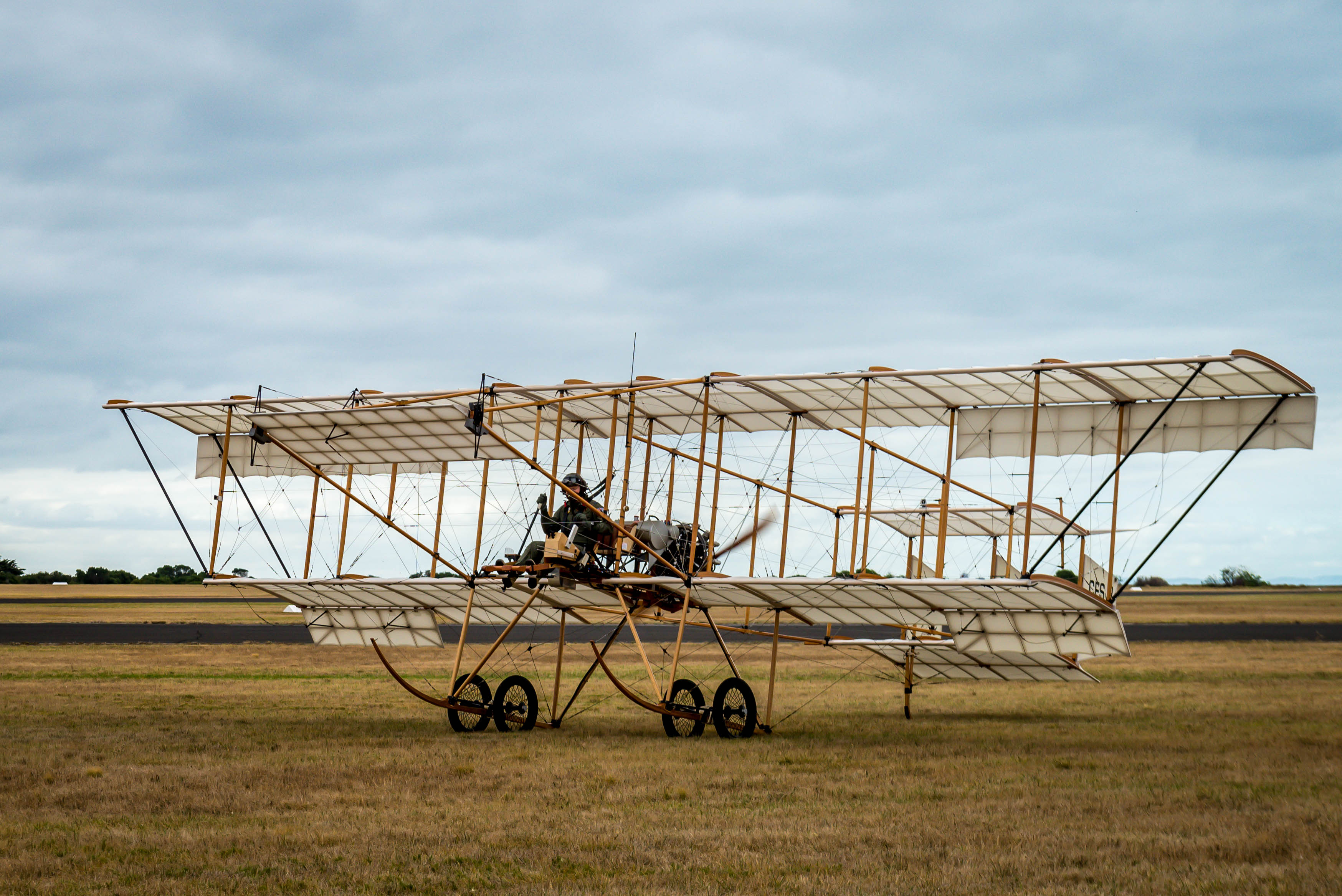
Réplica do Bristol Boxkite
no Museu da RAAF.

### Austrália
No final de novembro, dois Boxkite (N.º 10 e N.º 11) foram enviados à Austrália para uma digressão promocional, e na Austrália foi pilotado primeiro por Joseph Hammond, que fez o primeiro voo de avião na Austrália Ocidental em Belmont Park Racecourse, no dia 3 de janeiro de 1911. Em 20 de fevereiro de 1911, Hammond fez o primeiro voo pelo continente australiano entre cidades australianas de Altona Bay a Geelong em Victoria, e em 23 de fevereiro, também em Altona Bay, fez o primeiro voo de passageiros na Austrália, levando o seu mecânico Frank Coles para um voo de 7 minutos e meio. Mais tarde, naquele mesmo dia, ele levou a sua esposa para um voo de 12 minutos e meio, tornando-a na primeira mulher a voar na Austrália. Observadores oficiais do Exército Australiano observaram essas demonstrações e também foram levados para voar. Embora os relatórios tenham sido favoráveis, nenhuma aeronave foi encomendada. 
Depois dos voos em Melbourne, Hammond voltou para a sua casa na Nova Zelândia e as demonstrações em Sydney foram feitas pelo seu assistente, Leslie Macdonald, que levou um fotógrafo do Daily Telegraph para um voo de 25 minutos sobre Sydney no dia 6 de maio, realizando as primeiras fotografias aéreas a serem tiradas na Austrália. Um dos Boxkite, o N.º 11, foi vendido a W. E. Hart de Penrith, NSW, que usou a aeronave para se tornar no primeiro australiano a obter uma licença de pilotagem na Austrália.
O Boxkite seria encomendado pela Escola de Voo Central da RAAF (CFS), a primeira unidade de aviação militar na Austrália, e a aeronave N.º 133 executaria o primeiro voo do CFS, e o primeiro voo militar oficial australiano, no dia 1 de março de 1914. Ele continuaria a servir até ser cancelado em 1917. O segundo Boxkite a entrar em serviço pelo CFS foi realmente construído pela escola depois de a Bristol deixar de disponibilizar a aeronave para encomenda, e assim o Boxkite tornou-se na primeira aeronave militar montada na Austrália. Ao todo, quatro Boxkites serviriam no CFS, treinando pilotos durante a Primeira Guerra Mundial.

### Índia
Outros dois exemplares do Boxkite foram enviados para a Índia, incluindo o No. 12, o primeiro Boxkite construído com uma asa superior estendida. Na Índia, os primeiros voos foram feitos por Henri Jullerot em Calcutá em 6 de janeiro de 1911 diante de uma multidão de 100.000 pessoas. Ele foi convidado a participar das manobras de cavalaria no Decão (um planalto) que estavam prestes a acontecer, e fez vários voos levando o capitão Sefton Brancker como seu observador. Ele também participou das manobras da cavalaria do Norte em Karghpur. As condições de voo eram exigentes, com muitas aterrissagens difíceis causadas pelo terreno, e eventualmente o No. 9 foi canibalizado para fornecer peças sobressalentes para manter o No. 12 voando.

### Outras exportações
Os No. 27 e No. 28 foram vendidos ao belga Joseph Christiaens, que os utilizou para fazer o primeiro voo de avião em Singapura em 16 de março de 1911. Ele então levou a aeronave para a África do Sul, onde uma série de voos de exibição foi feita em Pretória, em seguida, Christiaens vendeu o No.28 para John Weston, que também se tornou o representante da empresa Bristol na África do Sul. Outros exemplares foram exportados para a Alemanha (2), Espanha (2) e exemplares individuais para a Romênia, Índia, Bulgária e Suécia.

## Reproduções aeronavegáveis
Nenhum avião original Bristol Boxkite sobreviveu, mas três reproduções autênticas e aeronavegáveis foram construídas pelo grupo F. G. Miles para o filme "Those Magnificent Men in Their Flying Machines". Estes foram inicialmente alimentados por um Continental A65 fabricado pela Rolls-Royce de 65 hp (48 kW) refrigerado a ar, mas ele não produziu potência suficiente, devido à alta rotação do motor de meados do século XX que acionava uma hélice moderna de pequeno diâmetro sendo ineficiente na baixa velocidade alcançada pelo Boxkite. Isso resultou na substituição do "flat-four" de 65 hp por um maior, o Continental O-200-B de 90 hp (67 kW). Estes provaram ter alcance suficiente para serem usados para voos cross-country entre locais de filmagem. Outro tributo à solidez do projeto é que os cálculos feitos para fins de concessão dos "Certificados de Aeronavegabilidade" necessários constataram que os esforços do projeto estava muito próximos dos requisitos modernos. Após a filmagem, um foi enviado para o "Bristol City Museum and Art Gallery", outro para a "Shuttleworth Collection" em Bedfordshire (onde participa de exibições de voo quando o tempo permite) e o terceiro para o Museum of Australian Army Flying em Queensland.
Uma réplica do Bristol Boxkite foi construída para o "Australian Centenary of Military Aviation Air Show" de 2014. Ele fez seu primeiro voo de teste em 11 de setembro de 2013 na "RAAF Base Williams", em Point Cook. A réplica foi construída no Museu da RAAF durante um período de sete anos e será exibida no museu.

## Especificações (Versão militar extendida)
Dados de: Bristol Aircraft Since 1910
Descrições gerais
- Tripulação: 2
- Comprimento: 11,73 m (38 ft)
- Envergadura: 14,53 m (48 ft)
- Altura: 3,61 m (12 ft)
- Área alar: 48,0 m² (517 ft²)
- Peso vazio: 408 kg (899 lb)
- Peso bruto (carregado): 522 kg (1 150 lb)

Motorização
- Número de motores: 1x
- Tipo do motor: Gnome Omega de 7 cilindros radial, refrigerado a ar
- Descrição do propulsor/hélice: Hélice de passo fixo de 2 pás por impulsão

Performance
- Velocidade máxima: 64 km/h (39,8 mph)
- Carga alar: 10.8 kg/m²

## Operadores

### Militares
Austrália
- A Central Flying School, Australian Flying Corps em Point Cook, Victoria, Austrália operou quatro Boxkites de 1914 a 1918. O original foi construído pela British & Colonial Airplane Company em 1913. Um segundo pedido em 1914 de Bristol não foi cumprido e, em vez disso, o A CFS construiu uma segunda aeronave a partir de peças em 1915. Dois Boxkite XV foram encomendados em 1916 e construídos pela Grahame-White Aviation Company.[25]

 Bulgária
- Força Aérea da Bulgária

 Roménia
- Real Força Aérea Romena

 Rússia
- Serviço Aéreo da Rússia Imperial

 África do Sul
- Union Defence Forces – South African Air Force

 Reino da Espanha
- Força Aérea Espanhola

 Suécia
- Força Aérea da Suécia

 Reino Unido
- Royal Flying Corps[34]
  - No. 1 Squadron RFC
  - No. 3 Squadron RFC
  - Central Flying School
- Royal Naval Air Service
  - Eastchurch Naval Flying School